# 陶諧
陶諧（1474年—1546年），字世和，號南川，浙江會稽縣（今紹興）陶堰人，明朝政治人物，同進士出身。

## 生平
弘治八年（1496年）鄉試第一（解元），次年聯捷丙辰科進士。，改庶吉士，授工科給事中。正德元年（1506年）上疏彈劾劉瑾亂政，下罪但釋放。此後出理邊儲，因工科掌印無人，署工科都給事中。因劉瑾誣陷，下詔獄，被斥為民。旋榜為奸黨，又誣陷其巡視十庫時缺布不奏，械至闕下行杖刑，被謫戍肅州。劉瑾被誅後，釋放歸鄉。
嘉靖元年（1522年）復官，历江西僉事，三年九月轉河南管河副使。六年六月升任河南右參政，八年平定潞州青羊山賊，七月升河南右布政使，轉左布政使。十年二月升任右副都御史，提督南贛汀韶登處軍務。十一年三月升兵部右侍郎兼左僉都御史，總督兩廣軍務，并抵禦海寇陳邦瑞、許折桂等入犯。因母喪去職，服除，嘉靖十八年（1539年）十一月起為兵部左侍郎，管本部右侍郎事。二十年四月，九廟災，自陳致仕歸鄉。嘉靖二十五年卒，享年七十三，贈兵部尚書。隆慶初年（1567年）諡莊敏。

## 家族
原籍台州，自台徙会稽之陶家堰。曾祖陶士成；祖父陶壽；父陶慥，義官。母章氏，封太淑人。具庆下。三子：长子师善、次子师贤皆国子生；次师盖。孫陶大壮，中顺天乡试；次大原、大升、大受、大临、大节、大成、大恒、大晋、大猷、大钦、大典。陶大順，官至廣西巡撫。陶大臨，榜眼，官至吏部侍郎。曾孫陶允淳，尚宝司丞，与父大顺同科进士。

## 延伸阅读
[在维基数据编辑]
 《國朝獻徵錄·卷之四十》，出自焦竑《國朝獻徵錄》
 《明史卷二百〇三》，出自《明史》